# Pheidole vatu
Pheidole vatu är en myrart som beskrevs av Mann 1921. Pheidole vatu ingår i släktet Pheidole och familjen myror. Inga underarter finns listade i Catalogue of Life.